# Mosquiter gorjagroc
El mosquiter gorjagroc (Phylloscopus ruficapilla) és una espècie d'ocell de la família dels fil·loscòpids (Phylloscopidae). Es troba a Eswatini, Kenya, Lesotho, Malawi, Moçambic, Sud-àfrica, Tanzània, Zàmbia i Zimbàbue. Els seus hàbitats principals són els boscos tropicals i subtropicals de frondoses secs, els boscos temperats, els boscos tropicals i subtropicals de frondoses humits de les terres baixes i de l'estatge montà. El seu estat de conservació es considera de risc mínim.